# Charles Tessier
Pour les articles homonymes, voir Tessier.
Charles Tessier (vers 1560 - après 1610) est un luthiste et compositeur actif autour de 1600 en Angleterre et en France, notamment, auteur de plusieurs recueils de chansons et d'airs de cour.

## Biographie
Il est probablement le fils du compositeur breton Guillaume Tessier, peut-être aussi lié à Valère Tessier, un luthiste actif à Paris en 1609.
Dans une première partie de sa carrière, il est repéré en Angleterre et y a publié son Premier livre de chansons et airs en 1597, dédié à Lady Penelope Rich, sœur du second duc d’Essex. Il y est dit toutefois musicien de la Chambre du roi Henri IV. On connait trois lettres écrites par Tessier en 1597 à Anthony Bacon, secrétaire des affaires étrangères du duc d’Essex, lui demandant son appui pour trouver un emploi chez un notable anglais.
Il a probablement rencontré John Dowland, qui s'est inspiré de certains de ses airs. Vers 1603, Tessier va à Marburg pour se présenter au landgrave Maurice de Hesse-Cassel et solliciter un emploi, mais sans succès.
Il se trouve en août 1609 à Nancy pour présenter ses compositions au duc Henri II de Lorraine.
Il réémet en 1610 ses Airs de 1604, cette fois dédiés à Matthias Ier de Habsbourg, gouverneur de Hongrie ; il y est toujours cité comme musicien de la Chambre du roi.
Dans ces trois dernières tentatives, il ne semble pas avoir obtenu un emploi de quelque durée. Et comme le souligne Szpirglas 2019, il n'apparait nulle part dans les rôles des musiciens du roi de France, quoique se disant à deux reprises "musicien de la Chambre du roi".

## Œuvre
- Premier livre de chansons et airs de cour tant en français qu’en italien et en gascon à 4 et 5 parties. Londres, Thomas Este, 1597. RISM T 594.
  - Contient 35 pièces, dont certains qui se retrouvent arrangées pour voix seule et luth dans le manuscrit Oxford Bodleian Library : Mus. Sch.D.237 (ce manuscrit contient 28 airs signés par Tessier). Neuf airs de ce Premier livre sont également présents dans des recueils publiés à Paris (RISM 15966 et 159711).

- Airs et villanelles franç[ais], espag[nols], suice[s] et turcq[ues] mises en musique à 3, 4 et 5 parties par le Sr Charles Tessier.... Paris : Veuve Robert I et Pierre I Ballard, 1604. 5 vol. 8° obl. RISM T 595, Guillo 2003 n° 1604-A. Le privilège du compositeur est daté de Poitiers, 23 mai 1602. Tessier y est encore cité comme Musicien de la Chambre du roi.
  - Contient 34 airs et 7 villanelles ou chansons sur des modèles étrangers. Cinq des pièces publiées en 1597 y sont reprises et y sont dédicacées au landgrave Maurice de Hesse-Cassel.
  - Une édition rafraîchie en 1610 existe, dédicacée au roi Matthias Ier de Habsbourg, gouverneur de Hongrie.

De ces pièces (parues en 1597 ou 1604) il existe des versions à voix seule dans les collections de Jacques Mangeant à Caen (1608, 1615), ou dans la collection d’airs de cour réduits pour voix et luth élaborée par Gabriel Bataille en 1611 (RISM 161110).
Les compositions de Tessier ont une forme strophique avec la mélodie au dessus, ce qui rend leur interprétation possible tant pour un ensemble de voix que pour voix seule et luth. La mélodie du dessus peut être élaborée ou au contraire très simple. Tessier apparait être un des compositeurs les plus précoces chez qui la voix de dessus se détache des trois autres, étape significative dans l’apparition de la forme de l’air de cour.

## Discographie
- Charles Tessier, Carnets de Voyage, Le Poème Harmonique, dir. Vincent Dumestre, 1 CD Alpha, 2007, réf. ALPHA100.